# Pozo (minería)

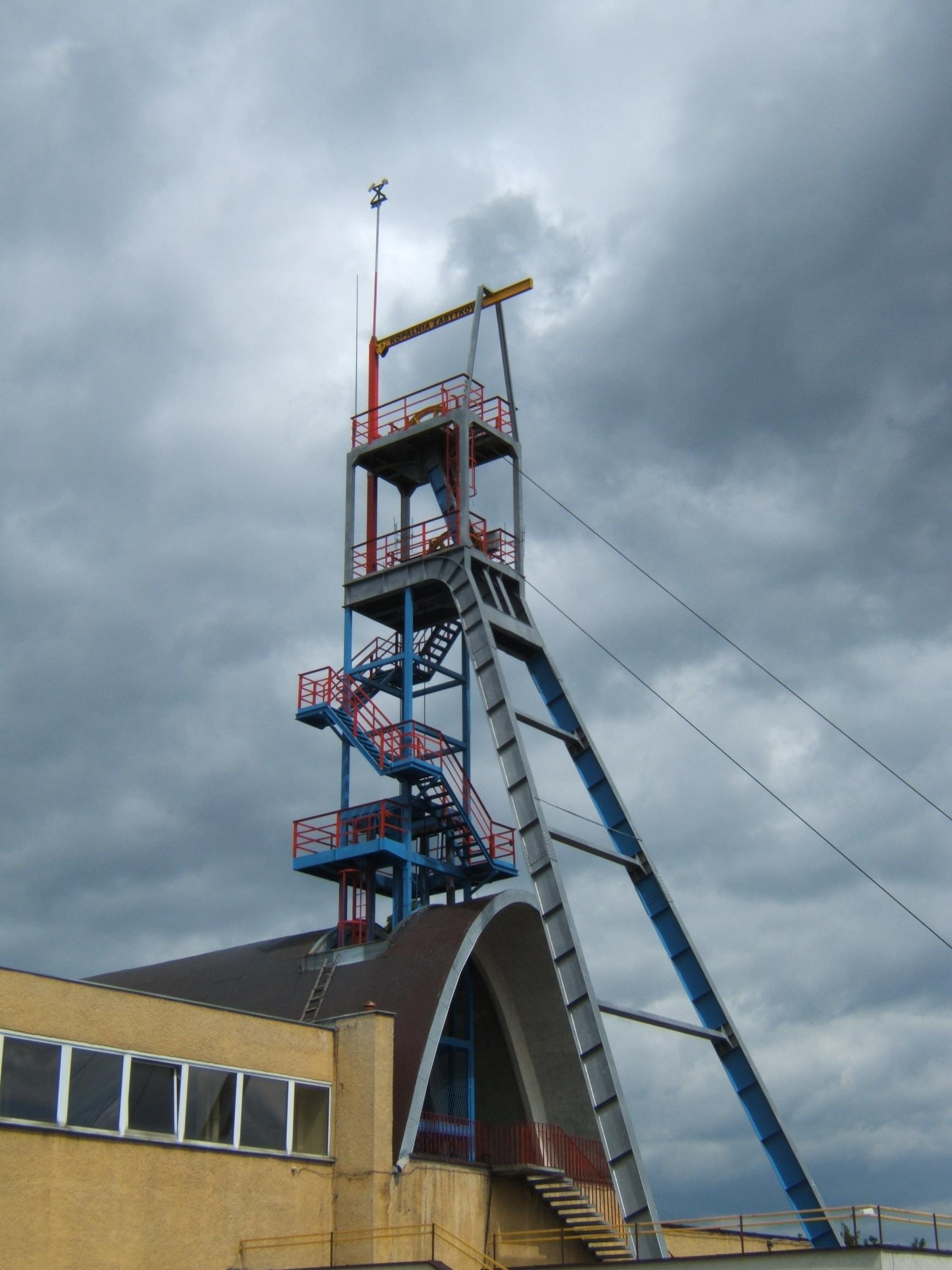
Castillete del pozo «Angel» en Tarnowskie Góry

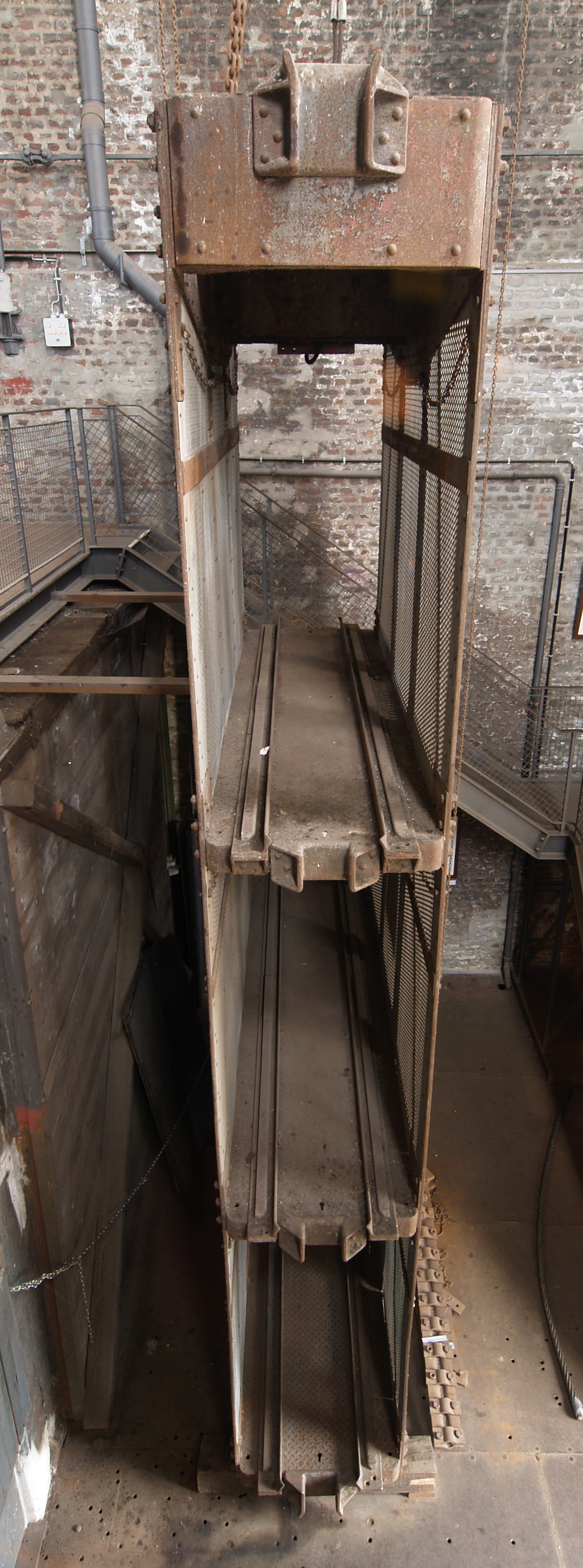
Jaula de tres pisos. En primer término se observan las abrazaderas.

Pozo minero es una infraestructura utilizan como labores de acceso desde la superficie en las minas subterráneas situadas por debajo del nivel del fondo del valle.
Los pozos pueden ser verticales o inclinados. En este último caso se conocen también como pozos planos, planos inclinados, o simplemente, planos.
Por metonimia se denominan pozos a las minas subterráneas cuyo acceso se realiza mediante los mismos.

## Funciones
El pozo minero puede tener diferentes funciones, no excluyentes entre sí:
- Para la extracción del mineral del interior de la mina.
- Para la entrada y salida del personal y el acceso de maquinaria y materiales.
- Como conducción para la ventilación.
- Como paso para las diversas conducciones necesarias para el funcionamiento de la mina: energía eléctrica, aire comprimido y desagüe.

De todas ellas la más importante es la extracción, siendo el motivo principal de su diseño y construcción. No obstante, lo habitual es que el pozo cumpla con varias de ellas, sobre todo la ventilación. En el caso de minas con más de un pozo es costumbre que uno de ello se dedique en exclusiva a la extracción y los demás al resto de funciones. Por tal razón aquel se denomina principal, maestro, o de extracción y el resto, auxiliares.

## Pozos verticales
Los pozos verticales (o simplemente pozos) son los más empleados. Suelen ser de sección circular, que es la más indicada para resistir el empuje de los terrenos. Sus paredes se recubren de hormigón, para su sostenimiento.
La boca del pozo se denomina brocal, su pared es la caña y el fondo del pozo recibe el nombre de caldera.
Por el interior del pozo circulan dos elementos de transporte, accionados a través de una cable por la máquina de extracción, situada en el exterior de la mina. Los cables van desde la máquina de extracción hasta la vertical del pozo. Allí pasan por unas poleas sujetadas por un castillete y descienden por el interior del pozo. El movimiento es alternativo, de manera que cuando uno sube el otro baja y viceversa. Los elementos usados son la jaula o el skip.
La jaula es un cajón, con forma de prisma rectangular recto, abierto por las dos caras laterales más pequeñas (opuestas), con uno o varios pisos, y vías en cada piso. Se utiliza para el transporte de personal, de materiales y del mineral. Sobre las vías se colocan los vagones de mina, que, normalmente, suben llenos y bajan vacíos. La jaula está dotada de cierres en los laterales abiertos y elementos para retener los vagones cuando está en movimiento.
Por el contrario, el skip es un cajón abierto por arriba, con una compuerta en su parte inferior, que solo se puede utilizar para el transporte de mineral.
El movimiento de las jaulas por el pozo está dirigido por las guiaderas, railes dispuestos a lo largo de todo el pozo que impiden el movimiento lateral de la jaula. Las jaulas disponen de unas abrazaderas, en forma de U, que envuelven la guiadera para impedir que se separe de la misma.
El pozo se comunica con el resto de la mina a través de los embarques (o enganches). Estos son espacios amplios, hormigonados, situados junto al pozo, del que parten las galerías generales de la mina. En estas zonas se realizan las llamadas maniobras de embarque. En el caso de usar jaula, los vagones llenos se introducen en la jaula, que a su vez sacan los vagones vacíos de su interior. En el exterior la maniobra es a la inversa. Se introducen los vacíos que empujan fuera a los llenos. En el caso del skip, en el embarque interior se llena por su parte superior y en el exterior se vacía por la compuerta.
La sección del pozo se divide en varios compartimentos. La principal se utiliza para el paso de las jaulas (o skips). En algunos casos existen escalas para su uso como salida de emergencia. Además existe un espacio para cables de energía eléctrica y tuberías.
En España, es costumbre dar a los pozos un nombre. Se suele usar el nombre de la población donde se encuentra, o el nombre de un santo. En minas con varios pozos también es usual numerarlos.

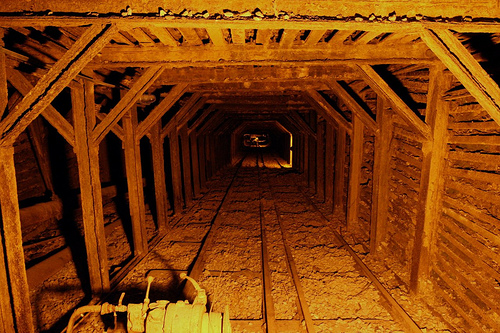
Pozo inclinado de la mina Empire (California)

## Pozos inclinados
Los pozos inclinados cumplen las mismas funciones que un pozo vertical. El transporte del mineral hacia el exterior se suele realizar mediante cinta transportadora. Esto limita la pendiente del pozo al ángulo máximo para que no deslice el material sobre la banda de la cinta transportadora, para no tener pérdidas materiales y por seguridad humana.
Suelen disponer de vías, para el transporte con vagones, movidos por un cabrestante.
Tienen un uso muy extendido en el interior, como labor de profundización del yacimiento.